# Stenasellus covillae
Stenasellus covillae är en kräftdjursart som beskrevs av Guy Magniez 1987. Stenasellus covillae ingår i släktet Stenasellus och familjen Stenasellidae. Inga underarter finns listade i Catalogue of Life.